# Terceiro Planalto Paranaense

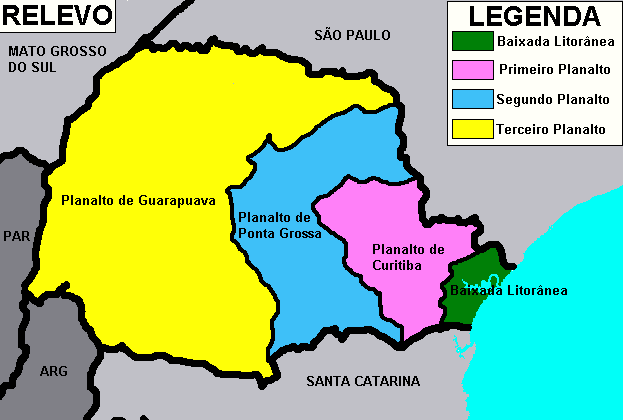
Terceiro Planalto Paranaense (amarelo)

Terceiro Planalto Paranaense (também conhecido como Planalto de Guarapuava) é a denominação local no Paraná (Brasil) do Planalto Arenítico-Basáltico, uma subunidade do Planalto Meridional. Vai desde a Serra do Cadeado até ao rio Paraná, no sentido Leste-Oeste. O planalto basáltico, ou terceiro planalto paranaense, também denominado de Guarapuava, é a maior das unidades geomorfológicas do estado. É limitado, a leste, pela serra Geral, que, com um desnivelamento de 750 metros, abrange o planalto paleozoico. A oeste, o limite é demarcado pelo rio Paraná, que a jusante do local onde se localizavam os saltos de Sete Quedas compõe admirável desfiladeiro. Realmente, o planalto se estende para além dos limites do Paraná e pertence aos territórios do estado brasileiro de Mato Grosso do Sul, dos departamentos paraguaios de Canindeyú e Alto Paraná e da província argentina de Misiones.
Da mesma forma que o planalto paleozoico, o basáltico desce suavemente para oeste: diminui de 1 250 metros, a leste, para 300 metros nas orlas do rio Paraná (a montante de Sete Quedas). Constituído por uma série de derrames basálticos, postos em pilha uns em cima dos outros, esse planalto compreende a metade oeste do território estadual. Seus solos, que se desenvolvem com base nos produtos de deterioração do basalto, formam a “terra roxa”, conhecida por ser um solo fértil para a agricultura, mais precisamente a cafeicultura.